# Alain Dekok
Alain Dekok, né 10 janvier 1947 à Paris, est un acteur français.

## Biographie
Si son rôle du petit garçon dans Le Petit Garçon de l'ascenseur (1961) de Pierre Granier-Deferre est le plus célèbre, Alain Dekok interprète aussi Louison dans Cartouche (1962) de Philippe de Broca ou Marmouset dans Rocambole à la télévision.

## Filmographie

### Cinéma
- 1959 : Les Dragueurs de Jean-Pierre Mocky
- 1961 : Le Petit Garçon de l'ascenseur de Pierre Granier-Deferre : Jules
- 1962 : Cartouche de Philippe de Broca : Louison
- 1962 : Les Mystères de Paris de André Hunebelle : Fanfan
- 1965 : Dis-moi qui tuer d'Étienne Périer : Constantin
- 1969 : L'Armée des ombres de Jean-Pierre Melville : Legrain

### Télévision
- 1962 : Le Théâtre de la jeunesse Gargantua (série TV)
- 1962, 1965 et 1972 : Les Cinq Dernières Minutes (série TV) : l'élève / Gubert / Mandragore
- 1964-1965 : Rocambole (série TV) : Marmouset
- 1968 : L'Homme du Picardie (série TV) : l'apprenti
- 1969 : Thibaud ou les Croisades (série TV) : le jeune indigène
- 1971 : Arsène Lupin (série TV) : le chasseur du Trianon Palace (non crédité)
- 1973 : La Ligne de démarcation - épisode 12 : Janine (série télévisée) : l'aide postier